# 二見浦站
二見浦站（日语：／ Futaminoura eki */?）是位於三重縣伊勢市二見町三津，東海旅客鐵道（JR東海）的參宮線車站。
景點二見浦的日文讀法為，而此站日文讀法為。
所有快速「三重」均停靠此站。從此站離開前往鳥羽方向會通過二見隧道，為參宮線唯一隧道。

## 歷史
- 1911年（明治44年）7月21日 - 參宮線山田（現時：伊勢市）至鳥羽之間開通，此站啟用[1]。
- 1942年（昭和17年）7月6日 - 木製車站大樓完成[2][3]。
- 1953年（昭和28年）9月 - 新設客車留置線（約300米）[4]。
- 1983年（昭和58年）12月21日 - 在準備成為無人車站前，於二見町內居住的國鐵職員OB協助和二見町補助下。此站成為業務委託車站[5][6][7]。
- 1987年（昭和62年）4月1日 - 伴隨國鐵分割民營化，車站由東海旅客鐵道（JR東海）營運[1]。
- 1992年（平成4年）9月中旬 - 開始建造新的車站大樓[8]。
- 1993年（平成5年）2月20日 - 新車站大樓完成[9]。
- 2011年（平成23年）4月1日 - 成為無人車站。

## 車站構造

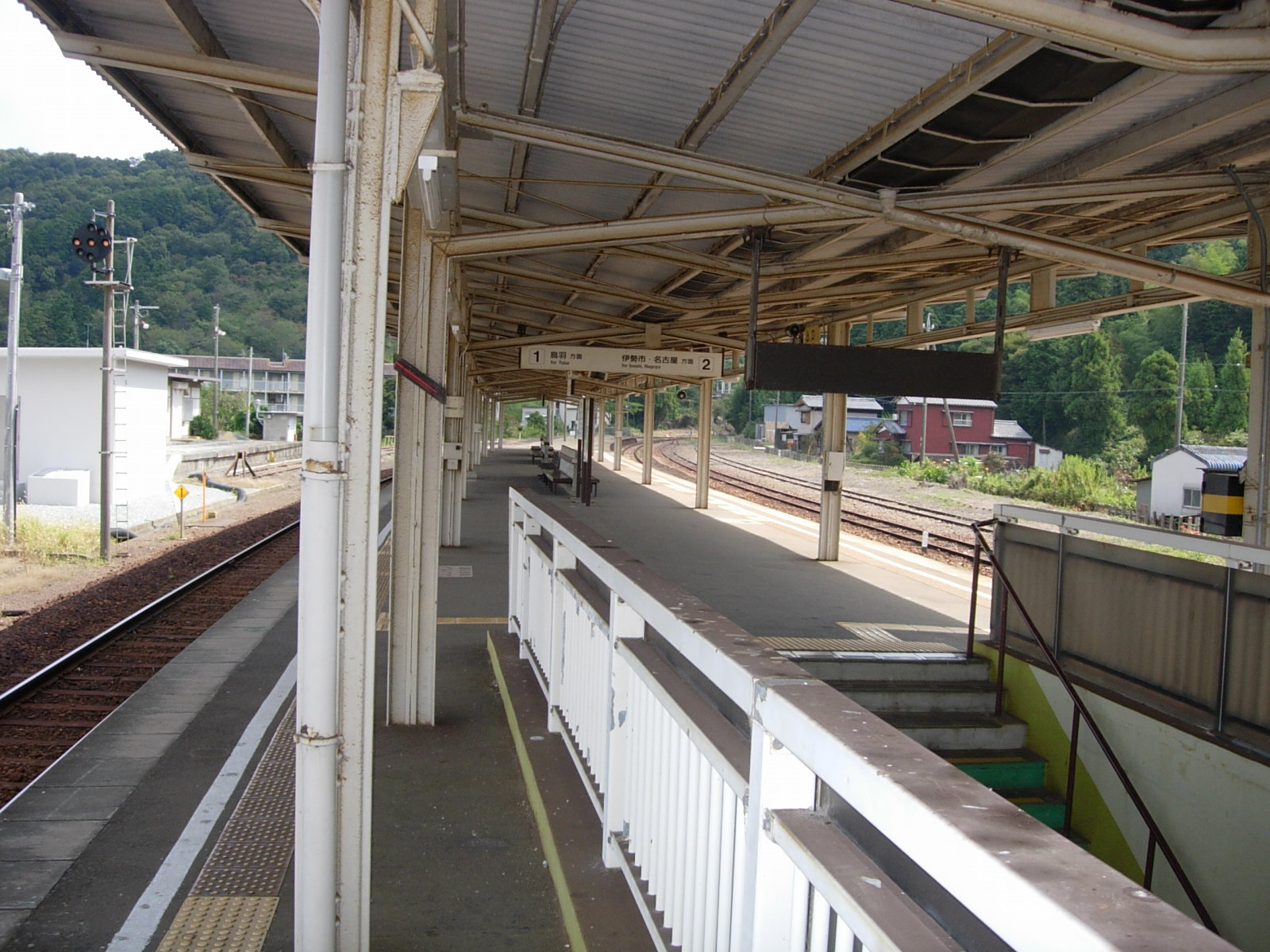
月台（2009年9月21日）

車站是一座地面車站，設有1面2線的島式月台。月台與車站大樓之間設有行人隧道。
此站是由伊勢市站管理的無人車站。曾經此站是直營車站，設有JR全線售票處，後來此站成為簡易委託車站，委托了東海交通事業負責車站業務。後來於2011年3月31日成為無人車站。

### 月台
| 月台 | 路線    | 上下行 | 方向             |
| ---- | ------- | ------ | ---------------- |
| 1    | ■參宮線 | 下行   | 鳥羽方向         |
| 2    | ■參宮線 | 上行   | 松阪、名古屋方向 |

## 利用狀況
根據「三重縣統計書」，以下為1日平均乘車人次列表：
| 年度   | 1日平均 乘車人次 |
| ------ | ---------------- |
| 1998年 | 466              |
| 1999年 | 434              |
| 2000年 | 428              |
| 2001年 | 375              |
| 2002年 | 359              |
| 2003年 | 330              |
| 2004年 | 322              |
| 2005年 | 328              |
| 2006年 | 331              |
| 2007年 | 323              |
| 2008年 | 326              |
| 2009年 | 297              |
| 2010年 | 300              |
| 2011年 | 195              |
| 2012年 | 205              |
| 2013年 | 238              |
| 2014年 | 203              |
| 2015年 | 221              |
| 2016年 | 236              |
| 2017年 | 255              |
| 2018年 | 248              |
| 2019年 | 259              |

## 車站周邊
- 伊勢市二見綜合分所（舊・二見町公所）
- 三重交通巴士 二見綜合分所前巴士站
- 伊勢警署（日语：伊勢警察署）二見交番
- 伊勢市立二見中學（日语：伊勢市立二見中学校）
- 伊勢市立二見浦小學（日语：伊勢市立二見浦小学校）
- 二見浦保育園
- 百五銀行（日语：百五銀行）二見浦分店
- 伊勢農協（日语：伊勢農業協同組合）伊勢Green Coop二見
- 二見郵局
- 御福餅（日语：御福餅）總店
- 赤福（日语：赤福餅）二見分店
- 伊勢夫婦岩親睦水族館Sea Paradise（日语：伊勢夫婦岩ふれあい水族館シーパラダイス）（舊稱・二見Sea Paradise）
- 伊勢·安土桃山文化村（日语：伊勢・安土桃山文化村）（舊稱・伊勢戰國時代村）
- 二見浦（日语：二見浦）
- 二見浦海灘
- 夫婦岩
- 二見興玉神社（日语：二見興玉神社）
- 堅田神社（日语：堅田神社）
- 國道42號（日语：国道42号）

## 巴士路線
- 伊勢市社區巴士（日语：伊勢市コミュニティバス）「多謝巴士」
  - 二見路線
    - 松下廣場
    - 近鐵五十鈴川站前（經伊勢Topia（日语：伊勢市生涯学習センター））

## 相鄰車站
東海旅客鐵道（JR東海）
參宮線
快速「三重」停車站
五十鈴丘－二見浦－松下

## 注腳
1. 1 2 3  曾根悟（監修）. 朝日新聞出版分冊百科編集部（編集） , 编. . 週刊朝日百科. 25号 紀勢本線・参宮線・名松線. 朝日新聞出版. 2010-01-10: 24-25 （日语）.
2. ↑  . 伊勢新聞. 1942-07-09: 2 （日语）.
3. ↑  . 中日新聞 朝刊 三重県総合. 1980-12-07: 13 （日语）.
4. ↑  . 伊勢新聞. 1953-09-22: 4 （日语）.
5. ↑  《二見町史》p829，但是在本誌中記載為「昭和59年」
6. ↑  . 伊勢新聞. 1983-12-20: 1 （日语）.
7. ↑  . 中日新聞 朝刊 三重総合. 1983-12-21: 13 （日语）.
8. ↑  . 交通新聞 (交通新聞社). 1992-09-09: 1 （日语）.
9. ↑  . 中日新聞 朝刊 三重版. 1993-02-21: 16 （日语）.
10. 1 2  參照車站內的時間表標示。詳情參見JR東海官方網站中各站的時間表 （页面存档备份，存于）（截至2015年1月）。
11. ↑  三重県統計書 （页面存档备份，存于） - 三重県